# 森下站 (福岡縣)
森下站（日语：／ Morishita eki */?）是位於福岡縣北九州市八幡西區森下町，筑豐電氣鐵道筑豐電氣鐵道線車站。車站編號為CK06。

## 歷史
- 1956年（昭和31年）10月15日 - 車站啟用。

## 車站構造
車站是一座地面車站，設有2面2線的相對式月台。此站是無人車站。

### 月台
| 月台 | 路線        | 方向                       | 備註 |
| ---- | ----------- | -------------------------- | ---- |
| 1    | ■筑豐電鐵線 | 永犬丸、楠橋、筑豐直方方向 |      |
| 2    | ■筑豐電鐵線 | 萩原、熊西、黑崎站前方向   |      |

※實際上沒有月台編號，上述的編號只用作列車運輸指令上使用。

## 使用狀況
在2019年度，1日平均上下車人次為550人。以下為近年1日平均乘車人次列表。
| 上下車人次變化 | 上下車人次變化 |
| 年度           | 1日平均人次    |
| -------------- | -------------- |
| 2011           | 526            |
| 2012           | 524            |
| 2013           | 542            |
| 2014           | 509            |
| 2015           | 513            |
| 2016           | 519            |
| 2017           | 511            |
| 2018           | 534            |
| 2019           | 550            |

## 車站周邊
- 瀨板之森 北九州高爾夫球場
- 北九州市立八幡特別支援學校（日语：北九州市立八幡特別支援学校）
- 鷹見神社
- 北九州市立竹末小學
- 北九州市立鷹之巣幼稚園

## 相鄰車站
筑豐電氣鐵道
筑豐電氣鐵道線
穴生（CK05）－森下（CK06）－今池（CK07）

## 注腳
1. ↑  鉄道事業｜企業・グループ情報《西鉄について》 （页面存档备份，存于）（日語） 令和元年度 駅別乗降人員
2. ↑  国土数値情報　駅別乗降客数データ  （页面存档备份，存于）（日語） - 國土交通省，2020年9月19日參閲